# Arturo Márquez
Jesús Arturo Márquez Navarro (Álamos, 20 dicembre 1950) è un musicista e compositore messicano di musica orchestrale, che usa stili e forme musicali nativi del Messico e li incorpora nelle sue composizioni.

## Biografia
Márquez nasce a Álamos, Sonora, dove il suo interesse musicale si sviluppa, nel 1950. Márquez è il primo di nove figli di Arturo Márquez e Aurora Márquez Navarro. È anche l'unico a essere diventato un musicista. Suo padre era un musicista mariachi in Messico e suo nonno paterno era un musicista folk messicano negli stati del nord di Sonora e Chihuahua. A causa del padre e del nonno di Márquez, è stato esposto a diversi stili musicali nella sua infanzia, in particolare alla "musica da salone" messicana, che sarebbe stata d'ispirazione per il suo stile musicale.
Ha iniziato a comporre all'età di 16 anni e poi ha frequentato il Conservatorio Nazionale della Musica, dove ha studiato pianoforte e teoria musicale dal 1970 al 1975. Successivamente, ha studiato composizione dal 1976 al 1979 con Federico Ibarra, Joaquín Gutiérrez Heras, e Héctor Quintanar. Successivamente, negli Stati Uniti, ha vinto una borsa di studio Fulbright e ha ottenuto un MFA in composizione nel 1990 dal California Institute of the Arts di Valencia, in California.
I Danzones sono basati sulla musica e sulla regione di Veracruz in Messico. Danzón n. 2 è stato incluso nel programma della Simon Bolívar Youth Orchestra diretta da Gustavo Dudamel nel loro tour del 2007 in Europa e negli Stati Uniti. I suoi Danzones sono sempre più utilizzati per le produzioni di balletto in tutto il mondo. Sebbene considerato da molti come un compositore controverso per il suo uso di stili latinoamericani nelle sue composizioni, è popolare tra il pubblico latinoamericano ed è ampiamente riconosciuto come uno dei più importanti compositori messicani della sua generazione.
Arturo Márquez vive con la sua famiglia a Città del Messico.

## Musica
- Moyolhuica y Enigma, per flauto (1981)
- Mutismo, per due pianoforti (1983)
- Gestación, per orchestra (1983)
- Concierto interdisciplinario con músicos y fotógrafos (1985)
- Son, per orchestra (1986)
- Persecución, per orchestra (1986)
- Ciudad rota, per coro, pianoforte, percussioni, e orchestra ad archi (1987)
- Sonata Mayo, per arpa (1989)
- En Clave, per pianoforte (1988-1990)
- Passages, balletto (1990)
- Danzón, per sintetizzatore (1990)
- Noche de luna, per coro e orchestra (1991)
- Tierra, balletto (1991)
- La Nao, balletto (1992)
- Sehuailo, per due flauti e orchestra (1992)
- Son a Tamayo, per arpa, percussioni e nastro.
- Paisajes Bajo el Signo de Cosmos, per orchestra (1993)
- Zacamandú en la yierba, per pianoforte (1993)
- Los cuatro narcisos, balletto (1993)
- Homenaje a Gismonti, per quartetto di archi (1993)
- Vals au meninos da rua, per orchestra (1993)
- Cristal del Tiempo, balletto (1994)
- Danzón No. 1, per orchestra (1994)
- Danzón No. 2, per orchestra (1994)
- Danzón No. 3, per flauto, chitarra e orchestra piccola (1994)
- Zarabandeo, per claninetto e pianoforte (1995)
- Zarabandeo, per claninetto e pianoforte (1995)
- Danzón No. 4, per orchestra da camera (1996)
- Octeto Malandro, per grande orchestra (1996)
- Danza de Mediodía, per quartetto di fiati (1996)
- Danzón No. 5, per quartetto di sassofoni (1997)
- Días de Mar y Río, per pianoforte (1997)
- Máscaras (1998)
- Danza sylvestre, per orchestra (1999)
- Espejos en la arena, per violoncello e orchestra (2000)
- Danzón No. 6 ("Puerto Calvario"), per sassofono e orchestra (2001)
- Danzón No. 7, per orchestra (2001)
- Danzón No. 8, ("Homenaje to Maurice Ohana"), per orchestra (2004)
- Sueños (Textos de Eduardo Langagne), cantata (2005)
- Conga del Fuego Nuevo, per orchestra (2005)
- Los Sueños cantate scénique, per mezzosoprano, baritono, coro misto, narratore, ballerini e orchestra (2006)
- De Juarez a Maximiliano, (2006)
- Marchas de duelo y de ira, per orchestra (2008)
- Cuatro danzas cubants, per orchestra (2009)
- Rapsodia Tlaxcalteca, per orchestra (2009)
- Leyenda de Miliano, per orchestra (2010)
- Danzón 7 (2012)
- Alas (a Malala), per clarinetto, orchestra e coro (2013)
- De la Mora a las Raíces, (Commissionata da UAEMex per il suo 60º anniversario) (2017)
- Danzón No. 9, (2017)
- Concierto de Otoño, per tromba (2018)